# Championnat d'Ouganda de football 1976
Navigation
Édition précédente Édition suivante
La saison 1976 du Championnat d'Ouganda de football est la septième édition du championnat de première division ougandais. Douze clubs ougandais prennent part au championnat organisé par la fédération. Les équipes rencontrent deux fois leurs adversaires, à domicile et à l'extérieur.
C'est le Kampala City Council qui remporte la compétition cette saison après avoir terminé en tête du classement final, avec un seul point d'avance sur le double tenant du titre, Express FC et cinq sur Simba FC. C'est le tout premier titre de champion d'Ouganda de l'histoire du club.

## Participants
- Prisons FC Kampala
- Express FC
- Simba FC
- Kampala City Council
- Lint Marketing Board FC
- Coffee SC
- Police FC
- Kilembe Mines FC
- Nsambya Old Timers FC
- Gangama United
- Lira FC
- Uganda Commercial Bank FC

## Compétition

### Classement
Le classement est établi sur le barème de points classique : victoire à 2 points, match nul à 1, défaite à 0.
| Rang | Équipe                    | Pts | J  | G  | N | P  | Bp | Bc | Diff |
| ---- | ------------------------- | --- | -- | -- | - | -- | -- | -- | ---- |
| 1    | Kampala City Council      | 35  | 22 | 15 | 5 | 2  | 55 | 16 | +39  |
| 2    | Express FCT               | 34  | 22 | 16 | 2 | 4  | 47 | 14 | +33  |
| 3    | Simba FC                  | 30  | 21 | 12 | 6 | 3  | 31 | 15 | +16  |
| 4    | Coffee SC                 | 22  | 21 | 9  | 4 | 8  | 29 | 26 | +3   |
| 5    | Nsambya Old Timers FC     | 21  | 22 | 7  | 7 | 8  | 35 | 33 | +2   |
| 6    | Gangama UnitedC           | 21  | 21 | 8  | 5 | 8  | 26 | 39 | -13  |
| 7    | Prisons FC Kampala        | 20  | 21 | 7  | 6 | 8  | 27 | 28 | -1   |
| 8    | Lint Marketing Board FC   | 19  | 21 | 6  | 7 | 8  | 26 | 35 | -9   |
| 9    | Uganda Commercial Bank FC | 18  | 22 | 7  | 4 | 11 | 28 | 37 | -9   |
| 10   | Kilembe Mines FC          | 12  | 19 | 4  | 4 | 11 | 16 | 34 | -18  |
| 11   | Lira FC                   | 11  | 18 | 3  | 5 | 10 | 20 | 35 | -15  |
| 12   | Police FC                 | 9   | 22 | 3  | 3 | 16 | 23 | 51 | -28  |

|  | Qualification pour la Coupe des clubs champions africains 1977 et la Coupe CECAFA des clubs 1977 |
|  | Qualification pour la Coupe des Coupes 1977                                                      |
|  | T : Tenant du titre C : Vainqueur de la Coupe d'Ouganda                                          |

- Les matchs manquants n'ont apparemment jamais été disputés.

## Bilan de la saison
| Championnat d'Ouganda de football 1976                             |                                  |
| Champion                                                           | Kampala City Council (1er titre) |
| Coupes et trophées                                                 |                                  |
| Vainqueur de la Coupe d'Ouganda 1976                               | Gangama United                   |
| Qualifications continentales                                       |                                  |
| Coupe des clubs champions africains 1977                           | Kampala City Council             |
| Coupe d'Afrique des vainqueurs de coupe de football 1977           | Gangama United                   |
| Coupe CECAFA des clubs 1977                                        | Kampala City Council             |
| Promotions et relégations                                          |                                  |
| Promus en Championnat d'Ouganda de football                        | Aucun                            |
| Relégués en Championnat d'Ouganda de football de deuxième division | Aucun                            |